# Депортиво Фабриль
«Депортиво Фабриль» (исп. Real Club Deportivo de La Coruña Fabril) — испанский футбольный клуб из города Ла-Корунья, в одноимённой провинции автономном сообществе Галисия, резервной команда клуба «Депортиво Ла-Корунья». Клуб основан в 1964 году, гостей принимает на арене «Сьюдад Депортива де Абегондо», в городе Абегондо, вмещающей 3000 зрителей. В Примере и Сегунде команда никогда не выступала, лучшим результатом является 3-е место в Сегунде B в сезоне 1997/98.

## Прежние названия
- 1914—1941 — «Фабриль»
- 1941—1963 — «Фабриль Сосьедад Депортиво»
- 1963—1994 — «Фабриль Депортиво»
- 1994—2017 — «Депортиво B»
- 2017 — н. в. — «Депортиво Фабриль»

## Сезоны по дивизионам
- Сегунда B — 9 сезонов
- Терсера — 46 сезонов
- Региональные лиги — 6 сезонов.

## Достижения
- Терсера
  - Победитель (3): 2005/06, 2006/07, 2009/10

## Известные игроки и воспитанники
- Хосе Мануэль Рей
- Фабри
- Фран
- Пабло Пиниллос
- Стопира
- Херардо Сеоане

## Известные тренеры
- Арсенио Иглесиас
- Тито Рамальо